# Partido do Crédito Social de Alberta
O Partido do Crédito Social de Alberta foi um partido político provincial em Alberta, Canadá, que foi fundado na política monetária de crédito social proposta por Clifford Hugh Douglas e nos valores sociais cristãos conservadores. O movimento canadense de crédito social foi em grande parte um crescimento do partido em Alberta. O Partido do Crédito Social do Canadá era mais forte em Alberta, antes de desenvolver uma base em Quebec, quando Réal Caouette concordou em fundir seu movimento credorista Ralliement no partido federal. O Partido do Crédito Social da Colúmbia Britânica formou o governo por muitos anos na vizinha Colômbia Britânica, embora fosse efetivamente uma coalizão de forças de centro-direita na província que não tinha interesse em políticas monetárias de crédito social.
O Partido do Crédito Social de Alberta ganhou o governo da maioria em 1935, na primeira eleição que disputou, poucos meses depois de sua formação. Durante seus primeiros anos, quando liderado por William Aberhart, foi um partido radical de reforma monetária, pelo menos em teoria, se não em vigor. Após a morte de Aberhart, em 1943, e a ascensão à liderança de Ernest Manning, seguida rapidamente pela descoberta de petróleo no centro-norte de Alberta e sua riqueza para muitos, o Crédito Social assumiu uma tonalidade mais conservadora. Suas políticas eram pró-negócios e antissindicais, e em grande parte se opunham à intervenção do governo na economia. Permaneceu no poder até 1971, uma das mais longas corridas ininterruptas no governo a nível provincial no Canadá. No entanto, ele não tem assento desde 1982, e terminou em um distante sétimo lugar nas eleições gerais de 2012 e 2015.
Em maio de 2017, o partido mudou seu nome para Associação Política Pró-Vida de Alberta após a eleição do ativista antiaborto Jeremy Fraser como líder.